# Interval de guarda
En telecomunicacions, els intervals de guarda s'utilitzen per assegurar-se que no interfereixen les diferents transmissions entre elles. Aquestes transmissions poden pertànyer a diversos usuaris (com en TDMA) o al mateix usuari (com en OFDM). El mode i l'interval de guarda és una decisió d'enginyeria que depèn de la topografia, nombre d'emissors i costos d'implementació.
El propòsit de l'interval de guarda és introduir immunitat als retards, als ecos i a les reflexions de propagació, als quals les dades digitals són normalment molt sensibles.

## Ús de l'interval de guarda
El senyal COFDM se sol transmetre en xarxes denominades SFN (Single Frequency Networks, Xarxes de Freqüència Única). Aquest tipus de xarxa es caracteritza pel fet que cada un dels canals digitals es transmeten a la vegada en la mateixa freqüència en tot el territori que cobreix la xarxa. Aquesta particularitat exigeix que els transmissors hagin d'estar sincronitzats en temps a través d'una xarxa de receptors GPS d'alta precisió temporal de manera que els senyals que arribin al receptor, procedents de diferents transmissors, excepte petites diferències temporals, arribin a la vegada.
En COFDM, al principi de cada símbol s'introdueix un interval de guarda durant el qual els ecos no interfereixen en la recepció. Durant aquest interval de guarda, la transmissió de dades digitals (símbols) s'interromp per deixar arribar al receptor tots els diferents ecos, abans de transmetre les noves dades, ja que aquestes només s'interpreten fora d'aquest interval.
En TDMA, cada interval de temps acaba amb un interval de guarda, per evitar la pèrdua de dades i reduir la interferència a l'usuari següent, causat pel retard de propagació. És un error comú pensar que cada interval de temps de TDMA comença amb un interval de guarda, no obstant les especificacions tècniques de la Unió Internacional de Telecomunicacions (G/M 05.05) diuen que va al final.
Intervals de guarda més llargs permeten tolerar ecos més distants. Tanmateix, intervals de guarda més llargs redueixen l'eficiència del canal. Per exemple, en DVB-T, hi ha disponible quatre tipus d'interval de guarda (donats com fraccions d'un període de símbol):
1/32, 1/16, 1/8, 1/4
Per tant, 1/32 dona menys protecció i la més alta velocitat de transferència de dades. 1/4 dona la millor protecció, però la més baixa velocitat de transferència de dades.
Les ones de ràdio es propaguen a la velocitat de la llum, 5 μs/milla. Idealment, l'interval de guarda cal que sigui més llarg que el "retard de propagació" del canal.

## Interval de guarda de la norma 802.11
L'"interval de guarda" de símbol estàndard utilitzat en 802.11 OFDM és de 0.8 μs. Per augmentar la velocitat de les dades, la norma 802.11n va afegir un suport opcional per un interval de guarda de 0.4 μs. Això proporciona un augment de l'11% en la velocitat de transferència de dades.
Quan més curt és l'interval de guarda, més alta és la taxa d'error de transferència de paquets, si el "retard de propagació" del canal és superior a l'interval de guarda (i/o) quan la sincronització de temps entre el transmissor i el receptor no és precisa.
Es podria desenvolupar un esquema per esbrinar si un interval de guarda curt seria beneficiós en un enllaç determinat. Per reduir-ne la complexitat, els fabricants normalment, només apliquen un interval de guarda curt, com últim pas d'adaptació de la taxa de transferència, quan el dispositiu està funcionant a la més alta velocitat de transferència.

## Perquè usar l'interval de guarda

### Eco
En la difusió de la televisió terrestre, els ecos són els resultats de les trajectòries múltiples agafades pel senyal a transmetre. De fet, la propagació d'ona es sotmet al seu entorn i aquestes ones poden venir a través de diferents obstacles en la seva trajectòria. Del transmissor al receptor, el temps de propagació és diferent per cada ona. Aquest fenomen se li diu eco, la informació arriba per molts camins en diferents moments.
El retard d'un eco comparat amb el senyal original es dona en unitats de distància (km o milles) o en temps (μs).

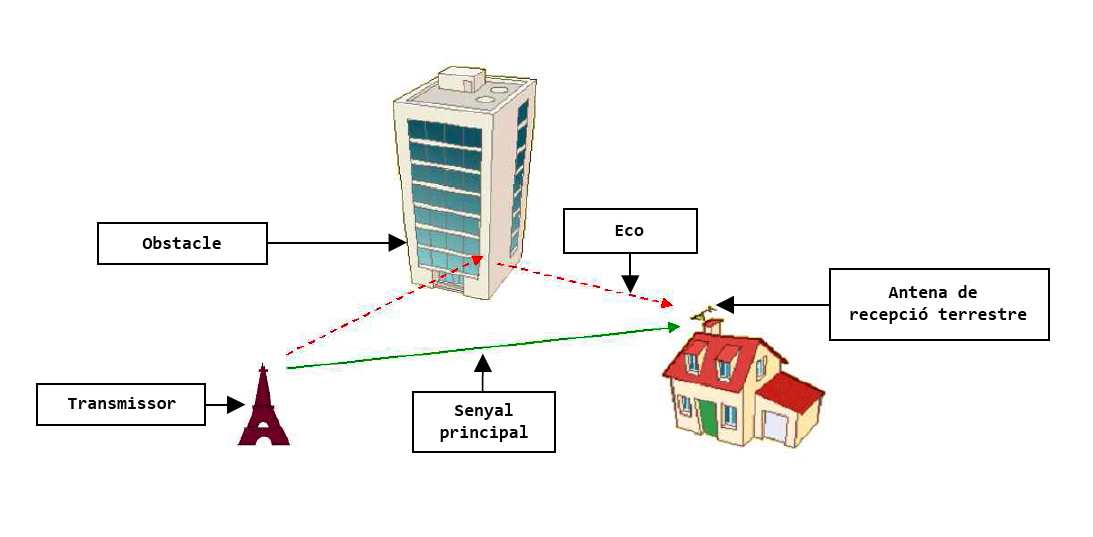
Exemple d'eco.

### Interferències per efecte multicamí
En comunicacions digitals els efectes multicamí es tradueixen en interferències entre símbols (ISI, interferència intersímbol) i en la consegüent destrucció de la informació.
Suposem que tenim un sistema radioelèctric on es té una portadora modulada digitalment per símbols consecutius, cadascun de longitud N bits i durada Ts i que el senyal arriba al receptor per dos trajectes diferents, de diferent longitud, de manera que un senyal arriba primer i l'altre amb un retard equivalent a 4.5Ts com s'il·lustra en la figura (a). Aquest retard fa que en el receptor estigui present el símbol n durant el període d'integració, és a dir de desmodulació, simultàniament amb porcions dels símbols quart i cinquè previs, n-4 i n-5, que es comportaran com a senyals interferents sobre el símbol desitjat.
Si el retard introduït pel segon trajecte és inferior a Ts, es donarà una situació similar a la que s'il·lustra en (b). La porció del símbol n-1 present durant el període d'integració actuarà també com interferència, mentre que la porció retardada del mateix símbol n se sumarà amb si mateix de forma constructiva o destructiva, segons sigui la fase entre la porció directa i la retardada.

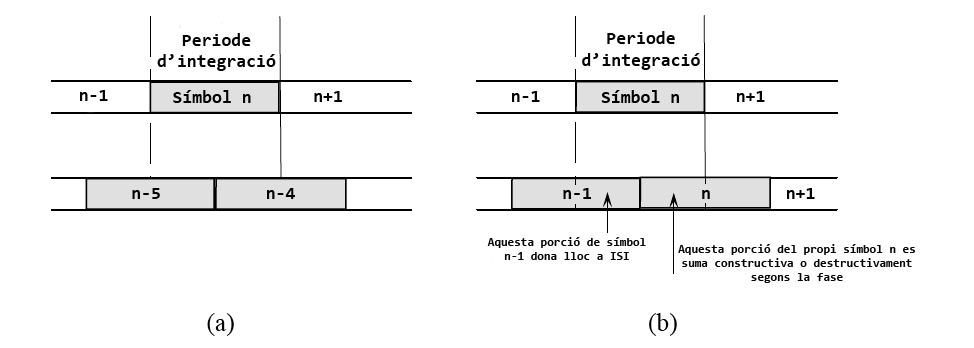
Forma en què es produeix interferència entre símbols.

Encara que el retard sigui menor a la durada d'un símbol, es manté, en major o menor escala, interferència entre símbols a causa de la presència del símbol previ. Això podria eliminar-se si el període durant el qual es produeix cada símbol es fa major que el període durant el qual el receptor realitza la integració del senyal, el que suggereix la conveniència d'utilitzar un interval de guarda.
L'interval de guarda es refereix al domini del temps i no ha de confondre's amb la banda de guarda en el domini de freqüència.

## Preservació de l'ortogonalitat
Primer de tot comentar que dos senyals són ortogonals quan en un interval [t1, t₂] compleixen la condició:
Quan dos senyals són ortogonals, és possible fer que utilitzin simultàniament el mateix amplada de banda sense interferir-se entre si. El cas més simple és el de la modulació de dos senyals en quadratura de fase.

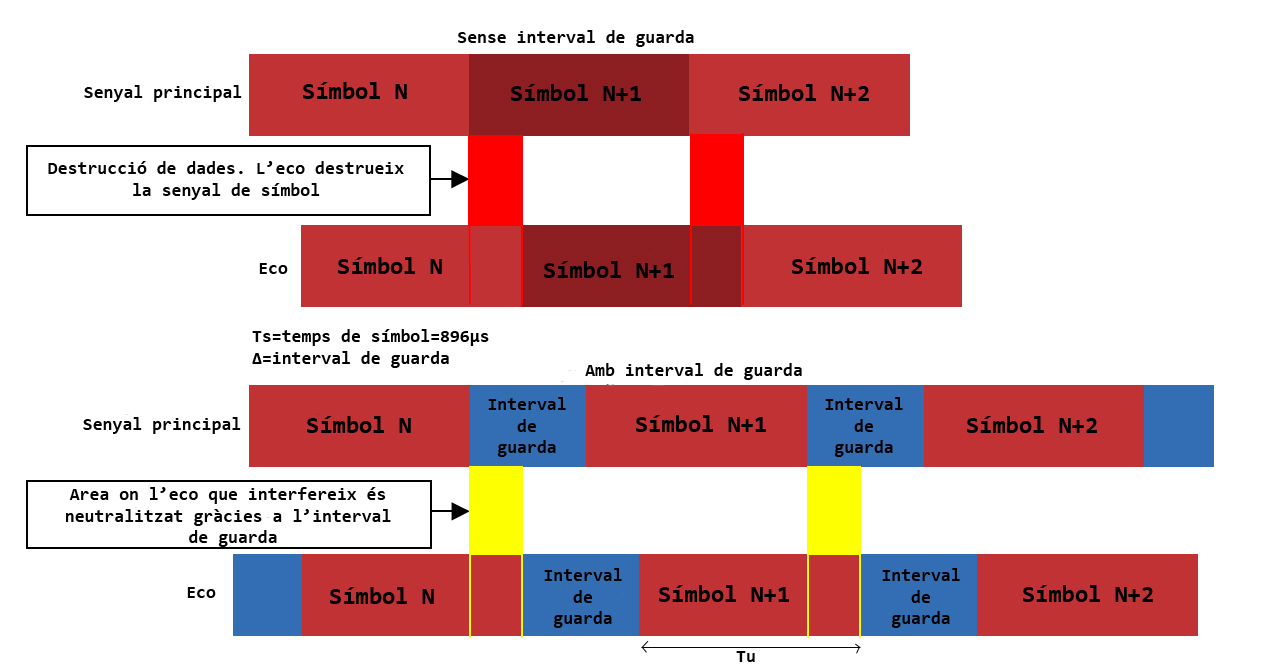
Receptor d'ecos i interval de guarda. T 's =Ts + ∆

Les subportadoras estan modulades per senyals representats per nombres complexos, que canvien d'un símbol a un altre. Si el període d'integració en el receptor s'estén a una durada de dos símbols, com en el cas de senyals retardats esmentat anteriorment, no solament haurà ISI sobre la subportadora corresponent al símbol que es pretén integrar, sinó que a més haurà interferència entre subportadoras (un símbol sempre pot ser afectat per una versió retardada de si mateix, ICI,interferència intrasímbol) i, per consegüent, destrucció de la informació. Per a evitar aquesta situació, s'agrega un interval de guarda.
La durada del símbol s'augmenta de manera que excedeixi el període d'integració del receptor, Tu, de manera que també és el senyal modulat complet. Totes les subportadores són cícliques durant Tu, de manera que també ho és el senyal modulat complet. Per això, el segment que s'afegix a l'inici del símbol per a formar l'interval de guarda, és idèntic al segment de la mateixa longitud al final del símbol. (La raó per la qual l'interval de guarda consisteix en una còpia del final del símbol OFDM, és que el receptor integrarà sobre un nombre enter de cicles sinusoidals per cada un dels multicamins quan realitzi la desmodulació d'OFDM amb la FFT). Mentre que el retard sofert pel senyal al llarg de qualsevol trajecte, pel que fa al trajecte més curt sigui menor que l'interval de guarda, totes les components del senyal durant el període d'integració procedeixen del mateix símbol i es satisfà així la condició d'ortogonalitat. La interferència entre símbols o entre portadores succeirà només quan el retard relatiu excedeixi la durada de l'interval de guarda.
L'interval de guarda es tria d'acord amb el retard esperat en el mitjà particular de propagació que es porta a terme la comunicació. Per exemple en entorns en l'interior de construccions, el retard o millor dit, la dispersió de retard pot arribar a unes desenes de nanosegons, mentre que en entorns exteriors, que les distàncies són relativament grans, la dispersió de retard pot arribar a fins a 50 μs o més. Ja que la inserció de l'interval de guarda redueix la taxa binària efectiva, no ha de consumir una fracció important de la durada del símbol, Tu, ja que d'altra forma reduiria considerablement la taxa binària i l'eficiència espectral. En radiodifusió digital d'àudio (DAB), l'interval de guarda utilitzat és de 0.246 Tu. En DVB-T hi ha diverses opcions de les quals el major interval és de 0.25 Tu. Durant el període de l'interval de guarda, el receptor ignora el senyal rebut.
L'interval de guarda estén la durada del símbol transmès i, per consegüent, redueix lleugerament el cabal binari efectiu.
Com més gran sigui l'interval de guarda menor serà la interferència causada pels efectes multicamí i, per tant, més eficient serà la resistència als ecos. No obstant la taxa de símbols és menor.
Generalment, l'interval de guarda en el sistema DVB es representa per un dels 4 valors donats a la taula (1/4, 1/8, 1/16 o 1/32 de l'interval total del símbol). Segons la codificació utilitzada, 2k o 8k COFDM, la duració de l'interval de guarda és diferent, 8k COFDM, amb un interval de guarda d'1/32, és el més utilitzat, ja que permet la taxa de símbol més elevada amb un correcte interval de guarda.

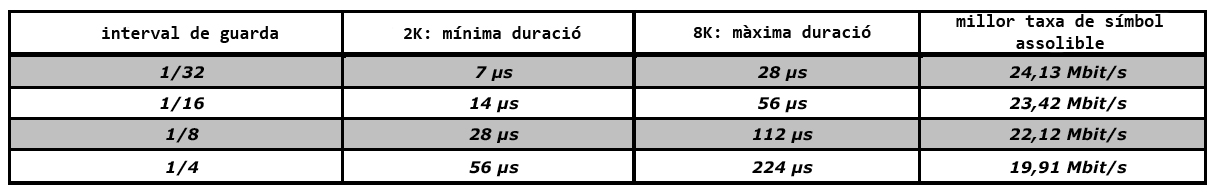
Taula d'intervals de guarda

L'ortogonalitat es restaura en el receptor integrant el senyal desmodulat sobre l'interval del símbol útil. Per a ecos de durada menor a la de l'interval de guarda, el receptor pot trobar un interval de durada Tu on no hagi transicions en el símbol.
A més dels efectes multicamí descrits abans i que no són controlables, hi ha altres causes per les quals pot perdre's l'ortogonalitat i causar interferència entre portadores. Entre les principals s'inclouen les desviacions de freqüència o fase en l'oscil·lador local del receptor, soroll de fase en aquest i variacions en les freqüències de mostreig. Aquestes causes són, en bona part, controlables mitjançant un disseny adequat.